# Vilmos Zsolnay

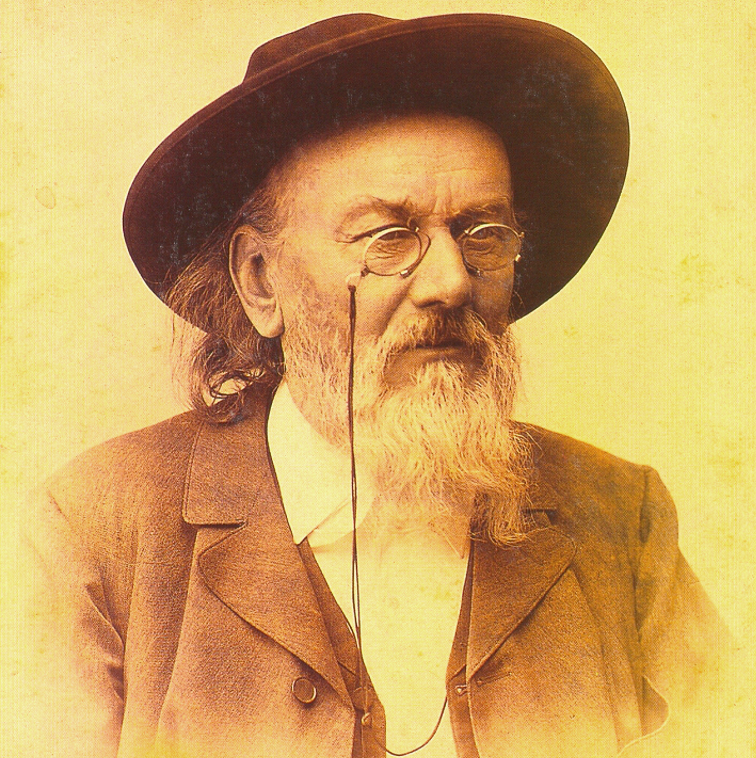
Vilmos, Zsolnay, 1890s

Vilmos Zsolnay (Pécs, 19 de abril de 1828 – ibidem, 23 de marzo de 1900) fue un ceramista e industrial húngaro.
Estudió en la Escuela Politécnica de Viena y aunque quería ser solo pintor,se hizo cargo de la fábrica de cerámica, patrimonio que su hermano había heredado de su padre ( Zsolnay)